# Tornei di tennis maschili nel 1964
Prima della nascita della cosiddetta "Era Open" del tennis, ossia l'apertura ai tennisti professionisti dei tornei che prima di quell'anno erano riservati ai tennisti dilettanti. Nel 1964 i tornei si distinguevano in pro e amatoriali: ai primi potevano partecipare solo i giocatori professionisti, mentre ai secondi potevano partecipare solo i tennisti dilettanti. Tutti i tornei più importanti erano amatoriali tra questi c'erano i tornei del Grande Slam: gli Australian Championships, gli Internazionali di Francia, il Torneo di Wimbledon e gli U.S. National Championships.

## Calendario

### Legenda
| Tornei amatoriali       |
| Tornei professionistici |

### Gennaio
| Settimana  | Torneo                                                                                 | Vincitore                                    | Finalista                           | Semifinalisti | Eliminati ai quarti |
| ---------- | -------------------------------------------------------------------------------------- | -------------------------------------------- | ----------------------------------- | ------------- | ------------------- |
| 1º gennaio | Sydney Manly Seaside Championships 1964 Sydney, Australia Singolare - Doppio           | Fred Stolle 6-4 10-8                         | John Newcombe                       |               |                     |
| 1º gennaio | Sydney Manly Seaside Championships 1964 Sydney, Australia Singolare - Doppio           |                                              |                                     |               |                     |
| 4 gennaio  | Western Australian Pro Championships 1964 Perth, Australia Erba Singolare              | Rod Laver Round Robin                        | Ken Rosewall Frank Sedgman Lew Hoad |               |                     |
| 6 gennaio  | Eastern Province Championships 1964 Port Elizabeth, Sudafrica Singolare - Doppio       | Cliff Drysdale 6-2 1-6 6-1 5-7 6-2           | Alan Lane                           |               |                     |
| 6 gennaio  | Eastern Province Championships 1964 Port Elizabeth, Sudafrica Singolare - Doppio       |                                              |                                     |               |                     |
| 11 gennaio | Melbourne Pro Championships 1964 Melbourne, Australia Erba Singolare                   | Ken Rosewall Round Robin                     | Rod Laver Frank Sedgman Lew Hoad    |               |                     |
| 12 gennaio | Dallas Indoor 1964 Dallas, USA Singolare - Doppio                                      | Dennis Ralston 7-5 6-2                       | Ron Holmberg                        |               |                     |
| 12 gennaio | Dallas Indoor 1964 Dallas, USA Singolare - Doppio                                      |                                              |                                     |               |                     |
| 13 gennaio | Australian Championships 1964 Brisbane, Australia Singolare - Doppio                   | Roy Emerson 6-3 6-4 6-2                      | Fred Stolle                         |               |                     |
| 13 gennaio | Australian Championships 1964 Brisbane, Australia Singolare - Doppio                   | Bob Hewitt Fred Stolle 6-4 7-5 3-6 4-6 14-12 | Roy Emerson Ken Fletcher            |               |                     |
| 19 gennaio | Border Championships 1964 East London, Sudafrica Singolare - Doppio                    | Cliff Drysdale 6-2 7-5 6-2                   | Abe Segal                           |               |                     |
| 19 gennaio | Border Championships 1964 East London, Sudafrica Singolare - Doppio                    |                                              |                                     |               |                     |
| 19 gennaio | San Diego March of Dimes Tournament 1964 San Diego, USA Singolare - Doppio             | Allen Fox                                    | Tom Edlefsen                        |               |                     |
| 19 gennaio | San Diego March of Dimes Tournament 1964 San Diego, USA Singolare - Doppio             |                                              |                                     |               |                     |
| 21 gennaio | New Zealand Championships 1964 Wellington, Nuova Zelanda Singolare - Doppio            | Lew Gerrard 3-6 6-3 6-1 9-7                  | Eugene Scott                        |               |                     |
| 21 gennaio | New Zealand Championships 1964 Wellington, Nuova Zelanda Singolare - Doppio            |                                              |                                     |               |                     |
| 26 gennaio | Scandinavian Covered Court Championships 1964 Copenaghen, Danimarca Singolare - Doppio | Jorgen Ulrich 6-2 6-2 3-6 6-2                | Torben Ulrich                       |               |                     |
| 26 gennaio | Scandinavian Covered Court Championships 1964 Copenaghen, Danimarca Singolare - Doppio |                                              |                                     |               |                     |
| 27 gennaio | Carillion City Championships 1964 Bathurst, Australia Singolare - Doppio               | Geoffrey Pares 9-7 6-4                       | Frederick Sherriff                  |               |                     |
| 27 gennaio | Carillion City Championships 1964 Bathurst, Australia Singolare - Doppio               |                                              |                                     |               |                     |
| 27 gennaio | Australian Hard Court Championships 1964 Launceston, Australia Singolare - Doppio      | Martin Mulligan 6-3 6-4 8-6                  | Fred Stolle                         |               |                     |
| 27 gennaio | Australian Hard Court Championships 1964 Launceston, Australia Singolare - Doppio      |                                              |                                     |               |                     |

### Febbraio
| Settimana   | Torneo                                                                           | Vincitore                            | Finalista        | Semifinalisti | Eliminati ai quarti |
| ----------- | -------------------------------------------------------------------------------- | ------------------------------------ | ---------------- | ------------- | ------------------- |
| ? febbraio  | Buffalo Indoor 1964 Buffalo, USA Singolare - Doppio                              | Dennis Ralston 6-1 6-1               | Tom Edlefsen     |               |                     |
| ? febbraio  | Buffalo Indoor 1964 Buffalo, USA Singolare - Doppio                              |                                      |                  |               |                     |
| 2 febbraio  | Asian Championships 1964 Calcutta, India Singolare - Doppio                      | Ramanathan Krishnan 6-4 6-3 6-2      | Jaidip Mukerjea  |               |                     |
| 2 febbraio  | Asian Championships 1964 Calcutta, India Singolare - Doppio                      |                                      |                  |               |                     |
| 2 febbraio  | Austin Smith Championships 1964 Fort Lauderdale, USA Singolare - Doppio          | Eduardo Zuleta 5-7 2-6 6-3 6-2 6-3   | Gardnar Mulloy   |               |                     |
| 2 febbraio  | Austin Smith Championships 1964 Fort Lauderdale, USA Singolare - Doppio          |                                      |                  |               |                     |
| 9 febbraio  | Auckland International Wills 1964 Auckland, Nuova Zelanda Singolare - Doppio     | Fred Stolle 6-3 6-1 6-1              | Lew Gerrard      |               |                     |
| 9 febbraio  | Auckland International Wills 1964 Auckland, Nuova Zelanda Singolare - Doppio     |                                      |                  |               |                     |
| 9 febbraio  | Desert Invitational 1964 Palm Desert, USA Singolare - Doppio                     | Dennis Ralston                       | Arthur Ashe      |               |                     |
| 9 febbraio  | Desert Invitational 1964 Palm Desert, USA Singolare - Doppio                     |                                      |                  |               |                     |
| 16 febbraio | Western Province Championships 1964 Città del Capo, Sudafrica Singolare - Doppio | Cliff Drysdale 6-4 4-6 6-4           | Bob Hewitt       |               |                     |
| 16 febbraio | Western Province Championships 1964 Città del Capo, Sudafrica Singolare - Doppio |                                      |                  |               |                     |
| 16 febbraio | Philadelphia Indoor 1964 Filadelfia, USA Singolare - Doppio                      | Rafael Osuna 6-3 8-6 5-7 4-6 6-3     | Chuck McKinley   |               |                     |
| 16 febbraio | Philadelphia Indoor 1964 Filadelfia, USA Singolare - Doppio                      |                                      |                  |               |                     |
| 16 febbraio | Torneo di Cap d'Antibes 1964 Cap d'Antibes, Francia Singolare - Doppio           | Keith Wooldridge 7-5 11-9            | François Godbout |               |                     |
| 16 febbraio | Torneo di Cap d'Antibes 1964 Cap d'Antibes, Francia Singolare - Doppio           |                                      |                  |               |                     |
| 16 febbraio | French Covered Court Championships 1964 Parigi, Francia Singolare - Doppio       | Bobby Wilson 10-8 6-2 6-4            | Nikola Pilić     |               |                     |
| 16 febbraio | French Covered Court Championships 1964 Parigi, Francia Singolare - Doppio       |                                      |                  |               |                     |
| 21 febbraio | US Indoors 1964 Salisbury, USA Singolare - Doppio                                | Chuck McKinley 15-13 6-2 6-8 3-6 6-3 | Dennis Ralston   |               |                     |
| 21 febbraio | US Indoors 1964 Salisbury, USA Singolare - Doppio                                |                                      |                  |               |                     |
| 22 febbraio | Southern Transvaal Championships 1964 Johannesburg, Sudafrica Singolare - Doppio | Cliff Drysdale 6-1 6-4               | Keith Diepraam   |               |                     |
| 22 febbraio | Southern Transvaal Championships 1964 Johannesburg, Sudafrica Singolare - Doppio |                                      |                  |               |                     |
| 23 febbraio | German Covered Court Championships 1964 Brema, Germania Singolare - Doppio       | Bobby Wilson 6-2 6-3 6-3             | Michel Leclercq  |               |                     |
| 23 febbraio | German Covered Court Championships 1964 Brema, Germania Singolare - Doppio       |                                      |                  |               |                     |
| 23 febbraio | India National Championships 1964 Calcutta, India Singolare - Doppio             | Ramanathan Krishnan 6-1 6-3 6-4      | Alan Mills       |               |                     |
| 23 febbraio | India National Championships 1964 Calcutta, India Singolare - Doppio             |                                      |                  |               |                     |
| 23 febbraio | Cannes Lawn Tennis Club Championships 1964 Cannes, Francia Singolare - Doppio    | Ronald S. McKenzie 6-4 6-3           | Andrzej Licis    |               |                     |
| 23 febbraio | Cannes Lawn Tennis Club Championships 1964 Cannes, Francia Singolare - Doppio    |                                      |                  |               |                     |

### Marzo
| Settimana | Torneo                                                                                      | Vincitore                          | Finalista          | Semifinalisti | Eliminati ai quarti |
| --------- | ------------------------------------------------------------------------------------------- | ---------------------------------- | ------------------ | ------------- | ------------------- |
| 1º marzo  | Eastern Transvaal Championships 1964 Benoni, Sudafrica Singolare - Doppio                   | Cliff Drysdale 7-5 6-1             | Bob Mark           |               |                     |
| 1º marzo  | Eastern Transvaal Championships 1964 Benoni, Sudafrica Singolare - Doppio                   |                                    |                    |               |                     |
| 1º marzo  | Torneo di Jaipur 1964 Jaipur, India Singolare - Doppio                                      | Akhtar Ali 6-4 10-8 6-4            | Alan Mills         |               |                     |
| 1º marzo  | Torneo di Jaipur 1964 Jaipur, India Singolare - Doppio                                      |                                    |                    |               |                     |
| 1º marzo  | Dixie Championships 1964 Tampa, USA Singolare - Doppio                                      | Roy Emerson 9-7 6-2 6-4            | Manuel Santana     |               |                     |
| 1º marzo  | Dixie Championships 1964 Tampa, USA Singolare - Doppio                                      |                                    |                    |               |                     |
| 2 marzo   | Perth Championships 1964 Perth, Australia Singolare - Doppio                                | Warren Jacques 13-11 6-4           | Brian Bowman       |               |                     |
| 2 marzo   | Perth Championships 1964 Perth, Australia Singolare - Doppio                                |                                    |                    |               |                     |
| 2 marzo   | New South Wales Hard Court Championships 1964 Tamworth, Australia Singolare - Doppio        | Martin Mulligan 6-3 6-3            | Fred Stolle        |               |                     |
| 2 marzo   | New South Wales Hard Court Championships 1964 Tamworth, Australia Singolare - Doppio        |                                    |                    |               |                     |
| 8 marzo   | Caracas Altamira International 1964 Caracas, Venezuela Singolare - Doppio                   | Ron Holmberg 6-2 6-4 9-7           | Roy Emerson        |               |                     |
| 8 marzo   | Caracas Altamira International 1964 Caracas, Venezuela Singolare - Doppio                   |                                    |                    |               |                     |
| 8 marzo   | Northern Transvaal Championships 1964 Pretoria, Sudafrica Singolare - Doppio                | Cliff Drysdale 9-7 6-2             | Roger Taylor       |               |                     |
| 8 marzo   | Northern Transvaal Championships 1964 Pretoria, Sudafrica Singolare - Doppio                |                                    |                    |               |                     |
| 14 marzo  | OFS Championships 1964 Bloemfontein, Sudafrica Singolare - Doppio                           | Cliff Drysdale 6-1 6-1 6-3         | Roger Taylor       |               |                     |
| 14 marzo  | OFS Championships 1964 Bloemfontein, Sudafrica Singolare - Doppio                           |                                    |                    |               |                     |
| 15 marzo  | Colombia International 1964 Barranquilla, Colombia Singolare - Doppio                       | Roy Emerson 8-10 6-3 6-2 6-2       | Manuel Santana     |               |                     |
| 15 marzo  | Colombia International 1964 Barranquilla, Colombia Singolare - Doppio                       |                                    |                    |               |                     |
| 15 marzo  | Egyptian International Cairo Championships 1964 Il Cairo, Egitto Singolare - Doppio         | Pierre Barthes 6-4 1-6 3-6 6-4 6-4 | István Gulyás      |               |                     |
| 15 marzo  | Egyptian International Cairo Championships 1964 Il Cairo, Egitto Singolare - Doppio         |                                    |                    |               |                     |
| 15 marzo  | Southern California Intercollegiates Championships 1964 Pasadena, USA Singolare - Doppio    | Arthur Ashe 5-7 6-4 8-6            | Dennis Ralston     |               |                     |
| 15 marzo  | Southern California Intercollegiates Championships 1964 Pasadena, USA Singolare - Doppio    |                                    |                    |               |                     |
| 15 marzo  | Southern Downs Championships 1964 Warwick, Australia Singolare - Doppio                     | Maurice Guse 6-2 6-4               | Hasted             |               |                     |
| 15 marzo  | Southern Downs Championships 1964 Warwick, Australia Singolare - Doppio                     |                                    |                    |               |                     |
| 16 marzo  | Gallia Club Championships 1964 Cannes, Francia Singolare - Doppio                           | Ronald S. McKenzie 6-2 8-6 7-5     | Keith Wooldridge   |               |                     |
| 16 marzo  | Gallia Club Championships 1964 Cannes, Francia Singolare - Doppio                           |                                    |                    |               |                     |
| 22 marzo  | Egyptian International Alexandria Championships 1964 Alessandria, Egitto Singolare - Doppio | Martin Mulligan 8-10 6-3 6-0       | Jan-Erik Lundquist |               |                     |
| 22 marzo  | Egyptian International Alexandria Championships 1964 Alessandria, Egitto Singolare - Doppio |                                    |                    |               |                     |
| 22 marzo  | Nice Lawn Tennis Club Championships 1964 Nizza, Francia Singolare - Doppio                  | Sergio Tacchini 6-4 4-0 -ritiro    | Jean-Noël Grinda   |               |                     |
| 22 marzo  | Nice Lawn Tennis Club Championships 1964 Nizza, Francia Singolare - Doppio                  |                                    |                    |               |                     |
| 22 marzo  | Trinidad International 1964 Port of Spain, Trinidad e Tobago Singolare - Doppio             | Roy Emerson 4-6 6-4 6-2 11-9       | Ken Fletcher       |               |                     |
| 22 marzo  | Trinidad International 1964 Port of Spain, Trinidad e Tobago Singolare - Doppio             |                                    |                    |               |                     |
| 29 marzo  | Albury Easter Tournament 1964 Albury, Australia Singolare - Doppio                          | Owen Davidson 2-6 7-5 6-1          | Bob Mark           |               |                     |
| 29 marzo  | Albury Easter Tournament 1964 Albury, Australia Singolare - Doppio                          |                                    |                    |               |                     |
| 29 marzo  | Good Neighbor Tournament 1964 Miami Beach, USA Singolare - Doppio                           | Roy Emerson 7-5 6-4 6-2            | Manuel Santana     |               |                     |
| 29 marzo  | Good Neighbor Tournament 1964 Miami Beach, USA Singolare - Doppio                           |                                    |                    |               |                     |
| 29 marzo  | Goulburn Valley Championships 1964 Shepparton, Australia Singolare - Doppio                 | Neale Fraser 6-1 6-2               | Beers              |               |                     |
| 29 marzo  | Goulburn Valley Championships 1964 Shepparton, Australia Singolare - Doppio                 |                                    |                    |               |                     |
| 29 marzo  | Murray Valley Championships 1964 Swan Hill, Australia Singolare - Doppio                    | J. Cooper 0-6 6-3 6-2              | Mitchell           |               |                     |
| 29 marzo  | Murray Valley Championships 1964 Swan Hill, Australia Singolare - Doppio                    |                                    |                    |               |                     |
| 30 marzo  | Torneo di Beaulieu 1964 Cannes, Francia Singolare - Doppio                                  | J. Keller 6-1 6-1                  | François Godbout   |               |                     |
| 30 marzo  | Torneo di Beaulieu 1964 Cannes, Francia Singolare - Doppio                                  |                                    |                    |               |                     |
| 30 marzo  | Western Australian Hard Court Championships 1964 Kojonup, Australia Singolare - Doppio      | Timothy Clayton 6-3 6-1            | Doug Napier        |               |                     |
| 30 marzo  | Western Australian Hard Court Championships 1964 Kojonup, Australia Singolare - Doppio      |                                    |                    |               |                     |
| 30 marzo  | Monte Carlo Cup 1964 Monte Carlo, Monaco Singolare - Doppio                                 | Martin Mulligan 6-4 6-4            | Jan-Erik Lundquist |               |                     |
| 30 marzo  | Monte Carlo Cup 1964 Monte Carlo, Monaco Singolare - Doppio                                 |                                    |                    |               |                     |
| 30 marzo  | Thunderbird Classic 1964 Phoenix, USA Singolare - Doppio                                    | Charlie Pasarell 6-3 3-6 6-4       | Dennis Ralston     |               |                     |
| 30 marzo  | Thunderbird Classic 1964 Phoenix, USA Singolare - Doppio                                    |                                    |                    |               |                     |
| 30 marzo  | Southport Hard Court Championships 1964 Southport, Gran Bretagna Singolare - Doppio         | Clay Iles 7-5 6-3                  | Mark Cox           |               |                     |
| 30 marzo  | Southport Hard Court Championships 1964 Southport, Gran Bretagna Singolare - Doppio         |                                    |                    |               |                     |

### Aprile
| Settimana | Torneo                                                                               | Vincitore                          | Finalista          | Semifinalisti | Eliminati ai quarti |
| --------- | ------------------------------------------------------------------------------------ | ---------------------------------- | ------------------ | ------------- | ------------------- |
| 1º aprile | Tally Ho! 1964 Birmingham, Gran Bretagna Singolare - Doppio                          | R.W. Dixon 7-5 7-5                 | Beards             |               |                     |
| 1º aprile | Tally Ho! 1964 Birmingham, Gran Bretagna Singolare - Doppio                          |                                    |                    |               |                     |
| 5 aprile  | Aix Golden Racquet Tournament 1964 Aix-en-Provence, Francia Singolare - Doppio       | Pierre Darmon 6-4 6-2 6-1          | Martin Mulligan    |               |                     |
| 5 aprile  | Aix Golden Racquet Tournament 1964 Aix-en-Provence, Francia Singolare - Doppio       |                                    |                    |               |                     |
| 5 aprile  | Caribe Hilton Championships 1964 San Juan, Porto Rico Singolare - Doppio             | Roy Emerson 6-3 8-6 5-7 6-2        | Rafael Osuna       |               |                     |
| 5 aprile  | Caribe Hilton Championships 1964 San Juan, Porto Rico Singolare - Doppio             |                                    |                    |               |                     |
| 5 aprile  | Italian Riviera Championships 1964 Sanremo, Italia Singolare - Doppio                | Jan-Erik Lundquist 11-9 6-1 6-4    | Nicola Pietrangeli |               |                     |
| 5 aprile  | Italian Riviera Championships 1964 Sanremo, Italia Singolare - Doppio                |                                    |                    |               |                     |
| 5 aprile  | Israel International Championships 1964 Tel Aviv, Israele Singolare - Doppio         | Alan Lane 6-4 6-3 6-2              | Eleazar Davidman   |               |                     |
| 5 aprile  | Israel International Championships 1964 Tel Aviv, Israele Singolare - Doppio         |                                    |                    |               |                     |
| 6 aprile  | Paris International Championships 1964 Parigi, Francia Singolare - Doppio            | Thomaz Koch 6-0 6-1 1-6 9-7        | Barnes             |               |                     |
| 6 aprile  | Paris International Championships 1964 Parigi, Francia Singolare - Doppio            |                                    |                    |               |                     |
| 11 aprile | Cumberland Hard Court Championships 1964 Hampstead, Gran Bretagna Singolare - Doppio | Mark Cox 7-5 6-2                   | Clay Iles          |               |                     |
| 11 aprile | Cumberland Hard Court Championships 1964 Hampstead, Gran Bretagna Singolare - Doppio |                                    |                    |               |                     |
| 12 aprile | Catania Championships 1964 Catania, Italia Singolare - Doppio                        | Fred Stolle 6-3 7-5 2-6 8-6        | Bob Hewitt         |               |                     |
| 12 aprile | Catania Championships 1964 Catania, Italia Singolare - Doppio                        |                                    |                    |               |                     |
| 12 aprile | Masters Invitational 1964 Saint Petersburg, USA Singolare - Doppio                   | Roy Emerson 6-3 6-4 6-2            | Frank Froehling    |               |                     |
| 12 aprile | Masters Invitational 1964 Saint Petersburg, USA Singolare - Doppio                   |                                    |                    |               |                     |
| 18 aprile | Rothmans Connaught Championships 1964 Chingford, Gran Bretagna Singolare - Doppio    | Bobby Wilson 6-2 6-3               | Mike Sangster      |               |                     |
| 18 aprile | Rothmans Connaught Championships 1964 Chingford, Gran Bretagna Singolare - Doppio    |                                    |                    |               |                     |
| 18 aprile | River Oaks International Tennis Tournament 1964 Houston, USA Singolare - Doppio      | Roy Emerson 6-1 6-4 6-2            | Nikola Pilić       |               |                     |
| 18 aprile | River Oaks International Tennis Tournament 1964 Houston, USA Singolare - Doppio      |                                    |                    |               |                     |
| 18 aprile | Surrey Hard Court Championships 1964 Sutton, Gran Bretagna Singolare - Doppio        | William Knight 6-2 6-4             | Robert Howe        |               |                     |
| 18 aprile | Surrey Hard Court Championships 1964 Sutton, Gran Bretagna Singolare - Doppio        |                                    |                    |               |                     |
| 19 aprile | Campionati Internazionali di Sicilia 1964 Palermo, Italia Singolare - Doppio         | Nicola Pietrangeli 7-5 6-2 1-6 6-1 | Edison Mandarino   |               |                     |
| 19 aprile | Campionati Internazionali di Sicilia 1964 Palermo, Italia Singolare - Doppio         |                                    |                    |               |                     |
| 26 aprile | British Hard Court Championships 1964 Bournemouth, Gran Bretagna Singolare - Doppio  | William Knight 6-3 1-6 6-1 5-7 7-5 | Cliff Drysdale     |               |                     |
| 26 aprile | British Hard Court Championships 1964 Bournemouth, Gran Bretagna Singolare - Doppio  |                                    |                    |               |                     |
| 26 aprile | Dallas Invitation 1964 Dallas, USA Singolare - Doppio                                | Frank Froehling 6-4 6-4            | Ham Richardson     |               |                     |
| 26 aprile | Dallas Invitation 1964 Dallas, USA Singolare - Doppio                                |                                    |                    |               |                     |
| 26 aprile | Campionato Partenopeo 1964 Napoli, Italia Singolare - Doppio                         | Nicola Pietrangeli 2-6 6-4 6-1 6-3 | Edison Mandarino   |               |                     |
| 26 aprile | Campionato Partenopeo 1964 Napoli, Italia Singolare - Doppio                         |                                    |                    |               |                     |
| 26 aprile | Ojai Intercollegiates Championships 1964 Ojai, USA Singolare - Doppio                | Arthur Ashe 6-3 7-5                | Dennis Ralston     |               |                     |
| 26 aprile | Ojai Intercollegiates Championships 1964 Ojai, USA Singolare - Doppio                |                                    |                    |               |                     |
| 26 aprile | Ojai Valley Championships 1964 Ojai, USA Singolare - Doppio                          | Allen Fox                          | Tom Edlefsen       |               |                     |
| 26 aprile | Ojai Valley Championships 1964 Ojai, USA Singolare - Doppio                          |                                    |                    |               |                     |

### Maggio
| Settimana | Torneo                                                                            | Vincitore                                 | Finalista                | Semifinalisti               | Eliminati ai quarti                                    |
| --------- | --------------------------------------------------------------------------------- | ----------------------------------------- | ------------------------ | --------------------------- | ------------------------------------------------------ |
| 2 maggio  | London Hard Court Championships 1964 Hurlingham, Gran Bretagna Singolare - Doppio | Cliff Drysdale 6-3 6-2                    | Bob Carmichael           |                             |                                                        |
| 2 maggio  | London Hard Court Championships 1964 Hurlingham, Gran Bretagna Singolare - Doppio |                                           |                          |                             |                                                        |
| 3 maggio  | River Plate Championships 1964 Buenos Aires, Argentina Singolare - Doppio         | Roy Emerson 3-6 6-4 6-4                   | Rafael Osuna             |                             |                                                        |
| 3 maggio  | River Plate Championships 1964 Buenos Aires, Argentina Singolare - Doppio         |                                           |                          |                             |                                                        |
| 3 maggio  | Torneo di Reggio Calabria 1964 Reggio Calabria, Italia Singolare - Doppio         | Bob Hewitt 7-5 8-6 6-2                    | Tony Roche               |                             |                                                        |
| 3 maggio  | Torneo di Reggio Calabria 1964 Reggio Calabria, Italia Singolare - Doppio         |                                           |                          |                             |                                                        |
| 5 maggio  | Maroochy Tennis Championships 1964 Nambour, Australia Singolare - Doppio          | Neil Gibson 6-3 5-7 6-4                   | Maurice Guse             |                             |                                                        |
| 5 maggio  | Maroochy Tennis Championships 1964 Nambour, Australia Singolare - Doppio          |                                           |                          |                             |                                                        |
| 10 maggio | Southern California Championships 1964 Los Angeles, USA Singolare - Doppio        | Dennis Ralston 6-3 4-6 6-1 6-4            | Arthur Ashe              |                             |                                                        |
| 10 maggio | Southern California Championships 1964 Los Angeles, USA Singolare - Doppio        |                                           |                          |                             |                                                        |
| 10 maggio | Tennis Club Weissenhof Championships 1964 Stoccarda, Germania Singolare - Doppio  | Cliff Drysdale 6-1 6-3                    | Keith Diepraam           |                             |                                                        |
| 10 maggio | Tennis Club Weissenhof Championships 1964 Stoccarda, Germania Singolare - Doppio  |                                           |                          |                             |                                                        |
| 11 maggio | Santiago International Championships 1964 Santiago, Cile Singolare - Doppio       | Roy Emerson 6-4 3-6 6-3 7-5               | Ken Fletcher             |                             |                                                        |
| 11 maggio | Santiago International Championships 1964 Santiago, Cile Singolare - Doppio       |                                           |                          |                             |                                                        |
| 12 maggio | Internazionali d'Italia 1964 Roma, Italia Singolare - Doppio                      | Jan-Erik Lundquist 1-6 7-5 6-3 6-1        | Fred Stolle              |                             |                                                        |
| 12 maggio | Internazionali d'Italia 1964 Roma, Italia Singolare - Doppio                      | Bob Hewitt Fred Stolle 7-5, 6-3, 3-6, 7-5 | Tony Roche John Newcombe |                             |                                                        |
| 16 maggio | Pepsi-Cola World Pro Championships 1964 Cleveland, USA Indoor Singolare - Doppio  | Pancho Gonzales 6–2 15–13                 | Andrés Gimeno            | Rod Laver Malcolm Anderson  | Luis Ayala Alex Olmedo Barry MacKay Mike Davies        |
| 16 maggio | Pepsi-Cola World Pro Championships 1964 Cleveland, USA Indoor Singolare - Doppio  | Pancho Gonzales Alex Olmedo 6-1 6-3       | Luis Ayala Andrés Gimeno | Rod Laver Malcolm Anderson  | Luis Ayala Alex Olmedo Barry MacKay Mike Davies        |
| 17 maggio | Palo Alto Intercollegiates Championships 1964 Palo Alto, USA Singolare - Doppio   | Dennis Ralston 6-3 6-2                    | Arthur Ashe              |                             |                                                        |
| 17 maggio | Palo Alto Intercollegiates Championships 1964 Palo Alto, USA Singolare - Doppio   |                                           |                          |                             |                                                        |
| 18 maggio | West Berlin Championships 1964 Berlino Ovest, Germania Singolare - Doppio         | Roy Emerson 6-3 7-5 6-3                   | Ken Fletcher             |                             |                                                        |
| 18 maggio | West Berlin Championships 1964 Berlino Ovest, Germania Singolare - Doppio         |                                           |                          |                             |                                                        |
| 24 maggio | Atlanta Invitational 1964 Atlanta, USA Singolare - Doppio                         | Gardnar Mulloy 5-7 8-6 9-7                | Frank Froehling          |                             |                                                        |
| 24 maggio | Atlanta Invitational 1964 Atlanta, USA Singolare - Doppio                         |                                           |                          |                             |                                                        |
| 24 maggio | Torneo di Dinas Powis 1964 Dinas Powis, Gran Bretagna Singolare - Doppio          | Tom Okker 6-3 6-4                         | Gerald Battrick          |                             |                                                        |
| 24 maggio | Torneo di Dinas Powis 1964 Dinas Powis, Gran Bretagna Singolare - Doppio          |                                           |                          |                             |                                                        |
| 24 maggio | Torneo di Malvern 1964 Malvern, Gran Bretagna Singolare - Doppio                  | Paul Hutchins 7-5 6-1                     | Curtis                   |                             |                                                        |
| 24 maggio | Torneo di Malvern 1964 Malvern, Gran Bretagna Singolare - Doppio                  |                                           |                          |                             |                                                        |
| 24 maggio | Torneo di Sutton Coldfield 1964 Sutton, Gran Bretagna Singolare - Doppio          | R.W. Dixon 6-2 8-6                        | John Hillebrand          |                             |                                                        |
| 24 maggio | Torneo di Sutton Coldfield 1964 Sutton, Gran Bretagna Singolare - Doppio          |                                           |                          |                             |                                                        |
| 24 maggio | College Park Pro Championships 1964 College Park, USA Singolare                   | Andrés Gimeno 4-6 6-2 10-8                | Lew Hoad                 | Pancho Gonzales Alex Olmedo | Mike Davies Ken Rosewall Pancho Gonzales Earl Buchholz |
| 24 maggio | California State Championships 1964 Atherton, USA Singolare - Doppio              | Arthur Ashe 6-3 9-7 0-6 6-3               | Tom Brown                |                             |                                                        |
| 24 maggio | California State Championships 1964 Atherton, USA Singolare - Doppio              |                                           |                          |                             |                                                        |
| 30 maggio | Surrey Championships 1964 Surbiton, Gran Bretagna Singolare - Doppio              | David Philips 2-6 6-4 8-6                 | Bob Carmichael           |                             |                                                        |
| 30 maggio | Surrey Championships 1964 Surbiton, Gran Bretagna Singolare - Doppio              |                                           |                          |                             |                                                        |
| 31 maggio | US Pro Indoor Championships 1964 White Plains, USA Singolare                      | Pancho Gonzales 5-7 3-6 10-8 11-9 8-6     | Ken Rosewall             | Alex Olmedo Lew Hoad        | Rod Laver Butch Buchholz Frank Sedgman Barry MacKay    |
| 31 maggio | Internazionali di Francia 1964 Parigi, Francia Singolare - Doppio - Doppio misto  | Manuel Santana 6-3 6-1 4-6 7-5            | Nicola Pietrangeli       |                             |                                                        |
| 31 maggio | Internazionali di Francia 1964 Parigi, Francia Singolare - Doppio - Doppio misto  | Roy Emerson Ken Fletcher 7-5 6-3 3-6 7-5  | John Newcombe Tony Roche |                             |                                                        |
| 31 maggio | Tulsa Clay Court Championships 1964 Tulsa, USA Singolare - Doppio                 | Chuck McKinley 8-6 6-4                    | Ham Richardson           |                             |                                                        |
| 31 maggio | Tulsa Clay Court Championships 1964 Tulsa, USA Singolare - Doppio                 |                                           |                          |                             |                                                        |
| 31 maggio | Austrian International Championships 1964 Vienna, Austria Singolare - Doppio      | Boro Jovanović 4-6 6-3 6-3 6-0            | Giuseppe Merlo           |                             |                                                        |
| 31 maggio | Austrian International Championships 1964 Vienna, Austria Singolare - Doppio      |                                           |                          |                             |                                                        |
| 31 maggio | Torneo di Wolverhampton 1964 Wolverhampton, Gran Bretagna Singolare - Doppio      | William Knight 6-3 4-6 6-4                | Frew Donald McMillan     |                             |                                                        |
| 31 maggio | Torneo di Wolverhampton 1964 Wolverhampton, Gran Bretagna Singolare - Doppio      |                                           |                          |                             |                                                        |

### Giugno
| Settimana | Torneo                                                                                    | Vincitore                                        | Finalista                      | Semifinalisti                | Eliminati ai quarti                                                                      |
| --------- | ----------------------------------------------------------------------------------------- | ------------------------------------------------ | ------------------------------ | ---------------------------- | ---------------------------------------------------------------------------------------- |
| giugno    | Blue and Gray Invitation 1964 Montgomery, USA Singolare - Doppio                          | Andrew Lloyd                                     |                                |                              |                                                                                          |
| giugno    | Blue and Gray Invitation 1964 Montgomery, USA Singolare - Doppio                          |                                                  |                                |                              |                                                                                          |
| 4 giugno  | Norwegian International Championships 1964 Oslo, Norvegia Singolare - Doppio              | Jan-Erik Lundquist 6-2 6-4 6-2                   | Eduardo Zuleta                 |                              |                                                                                          |
| 4 giugno  | Norwegian International Championships 1964 Oslo, Norvegia Singolare - Doppio              |                                                  |                                |                              |                                                                                          |
| 7 giugno  | Moroccan International Championships 1964 Casablanca, Marocco Singolare - Doppio          | Martin Mulligan 6-4 6-2 6-3                      | István Gulyás                  |                              |                                                                                          |
| 7 giugno  | Moroccan International Championships 1964 Casablanca, Marocco Singolare - Doppio          |                                                  |                                |                              |                                                                                          |
| 7 giugno  | Barnes 1964 Lowther, Gran Bretagna Singolare - Doppio                                     | Lester Sack 4-6 6-0 7-5                          | Pirrada                        |                              |                                                                                          |
| 7 giugno  | Barnes 1964 Lowther, Gran Bretagna Singolare - Doppio                                     |                                                  |                                |                              |                                                                                          |
| 7 giugno  | US Hard Court Championships 1964 Sacramento, USA Singolare - Doppio                       | Dennis Ralston 9-7 6-1 7-5                       | Allen Fox                      |                              |                                                                                          |
| 7 giugno  | US Hard Court Championships 1964 Sacramento, USA Singolare - Doppio                       |                                                  |                                |                              |                                                                                          |
| 8 giugno  | Masters Pro Championships 1964 Los Angeles, USA Cemento - $15000 Singolare                | Ken Rosewall 6-2 6-4                             | Frank Sedgman                  | Pancho Gonzales Rod Laver    | Round Robin Andrés Gimeno Lew Hoad Barry MacKay Alex Olmedo Pancho Segura Butch Buchholz |
| 8 giugno  | Torneo Godò 1964 Barcellona, Spagna Singolare - Doppio                                    | Roy Emerson 2-6 7-5 6-3 6-3                      | Manuel Santana                 |                              |                                                                                          |
| 8 giugno  | Torneo Godò 1964 Barcellona, Spagna Singolare - Doppio                                    | Roy Emerson Ken Fletcher 6-3, 8-6, 1-6, 5-7, 6-3 | Jose Mandarino Eduardo Soriano |                              |                                                                                          |
| 13 giugno | Kent Championships 1964 Beckenham, Gran Bretagna Singolare - Doppio                       | John Newcombe 6-3 5-7 12-10                      | Fred Stolle                    |                              |                                                                                          |
| 13 giugno | Kent Championships 1964 Beckenham, Gran Bretagna Singolare - Doppio                       |                                                  |                                |                              |                                                                                          |
| 13 giugno | West of England Championships 1964 Bristol, Gran Bretagna Singolare - Doppio              | Chuck McKinley 6-4 6-4 6-2                       | Frew Donald McMillan           |                              |                                                                                          |
| 13 giugno | West of England Championships 1964 Bristol, Gran Bretagna Singolare - Doppio              |                                                  |                                |                              |                                                                                          |
| 14 giugno | US Pro Hard Court Championships 1964 Saint Louis, USA Cemento - $13000 Singolare - Doppio | Ken Rosewall 6–4, 6–3                            | Pancho Gonzales                | Butch Buchholz Frank Sedgman | Rod Laver Alex Olmedo Andrés Gimeno Lew Hoad                                             |
| 14 giugno | US Pro Hard Court Championships 1964 Saint Louis, USA Cemento - $13000 Singolare - Doppio | Andrés Gimeno Alex Olmedo 2-6 6-3 6-3            | Mike Davies Ken Rosewall       | Butch Buchholz Frank Sedgman | Rod Laver Alex Olmedo Andrés Gimeno Lew Hoad                                             |
| 14 giugno | Nottinghamshire Championships 1964 Nottingham, Gran Bretagna Singolare - Doppio           | Lew Gerrard 6-2 11-9                             | Ian Crookenden                 |                              |                                                                                          |
| 14 giugno | Nottinghamshire Championships 1964 Nottingham, Gran Bretagna Singolare - Doppio           |                                                  |                                |                              |                                                                                          |
| 15 giugno | Victorian Hard Court Championships 1964 Melbourne, Australia Singolare - Doppio           | Will Coghlan 7-5 6-4                             | Neale Fraser                   |                              |                                                                                          |
| 15 giugno | Victorian Hard Court Championships 1964 Melbourne, Australia Singolare - Doppio           |                                                  |                                |                              |                                                                                          |
| 20 giugno | National Collegiate Championships 1964 East Lansing, USA Singolare - Doppio               | Dennis Ralston 6-4 6-4 6-1                       | Marty Riessen                  |                              |                                                                                          |
| 20 giugno | National Collegiate Championships 1964 East Lansing, USA Singolare - Doppio               |                                                  |                                |                              |                                                                                          |
| 20 giugno | Queen's Club Championships 1964 Londra, Gran Bretagna Singolare - Doppio                  | Roy Emerson 12-10 6-4                            | Toomas Leius                   |                              |                                                                                          |
| 20 giugno | Queen's Club Championships 1964 Londra, Gran Bretagna Singolare - Doppio                  |                                                  |                                |                              |                                                                                          |
| 21 giugno | Monterey Pro Championships 1964 Monterey, USA Cemento Singolare - Doppio                  | Rod Laver 10–8, 6–1                              | Alex Olmedo Andrés Gimeno      | Ken Rosewall                 | Rod Laver Butch Buchholz Pancho Gonzales                                                 |
| 21 giugno | Monterey Pro Championships 1964 Monterey, USA Cemento Singolare - Doppio                  | Rod Laver Butch Buchholz 6-3 13-15 6-4           | Ken Rosewall Lew Hoad          | Ken Rosewall                 | Rod Laver Butch Buchholz Pancho Gonzales                                                 |
| 21 giugno | Southern Championships 1964 Charlotte, USA Singolare - Doppio                             | Andrew Lloyd 1-6 2-6 6-4 8-6 6-4                 | Vic Seixas                     |                              |                                                                                          |
| 21 giugno | Southern Championships 1964 Charlotte, USA Singolare - Doppio                             |                                                  |                                |                              |                                                                                          |
| 28 giugno | Schlitz Pro Championships 1964 Milwaukee, USA Singolare - Doppio                          | Ken Rosewall 6–4, 3–6, 6–2                       | Pancho Gonzales                | Rod Laver Lew Hoad           | Andrés Gimeno Alex Olmedo Luis Ayala Butch Buchholz                                      |
| 28 giugno | Schlitz Pro Championships 1964 Milwaukee, USA Singolare - Doppio                          | Rod Laver Mike Davies 6-3 6-3                    | Alex Olmedo Pancho Gonzales    | Rod Laver Lew Hoad           | Andrés Gimeno Alex Olmedo Luis Ayala Butch Buchholz                                      |

### Luglio
| Settimana | Torneo                                                                                        | Vincitore                                   | Finalista                         | Semifinalisti              | Eliminati ai quarti                               |
| --------- | --------------------------------------------------------------------------------------------- | ------------------------------------------- | --------------------------------- | -------------------------- | ------------------------------------------------- |
| ? luglio  | British Pro Championships 1964 Eastbourne, Gran Bretagna Singolare - Doppio                   | George Worthington 6-3 6-3 6-4              | J. Melhuish                       |                            |                                                   |
| ? luglio  | British Pro Championships 1964 Eastbourne, Gran Bretagna Singolare - Doppio                   | J. Melhuish Bill Moss 6-0 6-3 6-4           | George Worthington R. Griffen     |                            |                                                   |
| 4 luglio  | Torneo di Wimbledon 1964 Londra, Gran Bretagna Singolare - Doppio - Doppio misto              | Roy Emerson 6-1 12-10 4-6 6-3               | Fred Stolle                       |                            |                                                   |
| 4 luglio  | Torneo di Wimbledon 1964 Londra, Gran Bretagna Singolare - Doppio - Doppio misto              | Bob Hewitt Fred Stolle 7-5, 11-9, 6-4       | Roy Emerson Ken Fletcher          |                            |                                                   |
| 5 luglio  | Tri-State Championships 1964 Cincinnati, USA Singolare - Doppio                               | Herb Fitzgibbon 6-1 6-3 6-1                 | Robert Brien                      |                            |                                                   |
| 5 luglio  | Tri-State Championships 1964 Cincinnati, USA Singolare - Doppio                               | Butch Newman Andy Lloyd 4-6, 6-2, 6-1       | Mickey Schad Jackie Cooper        |                            |                                                   |
| 11 luglio | Midland Counties Championships 1964 Edgbaston, Gran Bretagna Singolare - Doppio               | Fred Stolle 3-6 6-3 6-2                     | William Knight                    |                            |                                                   |
| 11 luglio | Midland Counties Championships 1964 Edgbaston, Gran Bretagna Singolare - Doppio               |                                             |                                   |                            |                                                   |
| 12 luglio | Swedish International Hard Court Championships 1964 Båstad, Svezia Singolare - Doppio         | Roy Emerson 1-6 7-5 6-1 6-2                 | Nikola Pilić                      |                            |                                                   |
| 12 luglio | Swedish International Hard Court Championships 1964 Båstad, Svezia Singolare - Doppio         |                                             |                                   |                            |                                                   |
| 12 luglio | Irish Championships 1964 Dublino, Irlanda Singolare - Doppio                                  | Bobby Wilson 6-2 6-2 4-6 6-2                | Roger Werksman                    |                            |                                                   |
| 12 luglio | Irish Championships 1964 Dublino, Irlanda Singolare - Doppio                                  |                                             |                                   |                            |                                                   |
| 12 luglio | Düsseldorf Championships 1964 Düsseldorf, Germania Singolare - Doppio                         | Ken Fletcher 9-7 1-6 6-2                    | Giuseppe Merlo                    |                            |                                                   |
| 12 luglio | Düsseldorf Championships 1964 Düsseldorf, Germania Singolare - Doppio                         |                                             |                                   |                            |                                                   |
| 12 luglio | Western Championships 1964 Indianapolis, USA Singolare - Doppio                               | Dennis Ralston 6-4 6-1 6-1                  | Marty Riessen                     |                            |                                                   |
| 12 luglio | Western Championships 1964 Indianapolis, USA Singolare - Doppio                               |                                             |                                   |                            |                                                   |
| 13 luglio | U.S. Pro Tennis Championships 1964 Boston, USA Erba Singolare                                 | Rod Laver 4-6 6-3 7-5 6-4                   | Pancho Gonzales                   | Andrés Gimeno Ken Rosewall | Lew Hoad Butch Buchholz Alex Olmedo Pancho Segura |
| 19 luglio | U.S. Men's Clay Court Championships 1964 Chicago, USA Singolare - Doppio                      | Dennis Ralston 6-2 6-2 6-1                  | Chuck McKinley                    |                            |                                                   |
| 19 luglio | U.S. Men's Clay Court Championships 1964 Chicago, USA Singolare - Doppio                      | Chuck McKinley Dennis Ralston               |                                   |                            |                                                   |
| 19 luglio | Essex Championships 1964 Frinton, Gran Bretagna Singolare - Doppio                            | Ken Fletcher 6-8 7-5 6-1                    | Roger Taylor                      |                            |                                                   |
| 19 luglio | Essex Championships 1964 Frinton, Gran Bretagna Singolare - Doppio                            |                                             |                                   |                            |                                                   |
| 19 luglio | Pennsylvania Lawn Tennis Championship 1964 Haverford, USA Singolare - Doppio                  | Dennis Ralston 6-1 7-5 6-3                  | Chuck McKinley                    |                            |                                                   |
| 19 luglio | Pennsylvania Lawn Tennis Championship 1964 Haverford, USA Singolare - Doppio                  |                                             |                                   |                            |                                                   |
| 19 luglio | Welsh Championships 1964 Newport, Gran Bretagna Singolare - Doppio                            | Bob Hewitt 6-4 6-4                          | Lyo Pimental                      |                            |                                                   |
| 19 luglio | Welsh Championships 1964 Newport, Gran Bretagna Singolare - Doppio                            |                                             |                                   |                            |                                                   |
| 21 luglio | Wembley Golden Racquet Pro Championships 1964 Londra, Gran Bretagna Singolare                 | Pancho Gonzales 0-6 6-4 9-7                 | Lew Hoad                          | Rod Laver Ken Rosewall     |                                                   |
| 24 luglio | Knokke-Le-Zoute Pro Championships 1964 Knokke-Le-Zoute, Belgio Terra rossa Singolare - Doppio | Pancho Gonzales 6–3 8–6                     | Rod Laver                         | Ken Rosewall Alex Olmedo   |                                                   |
| 24 luglio | Knokke-Le-Zoute Pro Championships 1964 Knokke-Le-Zoute, Belgio Terra rossa Singolare - Doppio | Rod Laver Ken Rosewall 6-2 6-4              | Pancho Gonzales Alex Olmedo       | Ken Rosewall Alex Olmedo   |                                                   |
| 26 luglio | Colonel Kuntz Cup 1964 Deauville, Francia Singolare - Doppio                                  | Manuel Santana 2-6 6-3 2-6 6-2 6-2          | Nicola Pietrangeli                |                            |                                                   |
| 26 luglio | Colonel Kuntz Cup 1964 Deauville, Francia Singolare - Doppio                                  |                                             |                                   |                            |                                                   |
| 26 luglio | Dutch International Championships 1964 Hilversum, Paesi Bassi Singolare - Doppio              | Cliff Drysdale 7-5 4-6 6-2 7-5              | Thomaz Koch                       |                            |                                                   |
| 26 luglio | Dutch International Championships 1964 Hilversum, Paesi Bassi Singolare - Doppio              |                                             |                                   |                            |                                                   |
| 26 luglio | Montana Invitational 1964 Montana, USA Singolare - Doppio                                     | Ken Fletcher 6-4 6-1 6-3                    | Edison Mandarino                  |                            |                                                   |
| 26 luglio | Montana Invitational 1964 Montana, USA Singolare - Doppio                                     |                                             |                                   |                            |                                                   |
| 26 luglio | North of England Championships 1964 Scarborough, Gran Bretagna Singolare - Doppio             | Keith Wooldridge 9-7 6-3 6-3                | Clay Iles                         |                            |                                                   |
| 26 luglio | North of England Championships 1964 Scarborough, Gran Bretagna Singolare - Doppio             |                                             |                                   |                            |                                                   |
| 26 luglio | Scottish Championships 1964 St Andrews, Gran Bretagna Singolare - Doppio                      | Harry Matheson 6-4 6-3                      | G.S. Prouse                       |                            |                                                   |
| 26 luglio | Scottish Championships 1964 St Andrews, Gran Bretagna Singolare - Doppio                      |                                             |                                   |                            |                                                   |
| 30 luglio | Slazenger Pro Championships 1964 Eastbourne, Gran Bretagna Singolare - Doppio                 | Roger Becker 6-4 6-8 4-6 8-6 6-2            | Peter Cawthorn                    |                            |                                                   |
| 30 luglio | Slazenger Pro Championships 1964 Eastbourne, Gran Bretagna Singolare - Doppio                 | Roger Becker Peter Cawthorn 6-3 6-4 2-6 9-7 | Ladislav Legenstein Ivko Plecevic |                            |                                                   |

### Agosto
| Settimana | Torneo                                                                                     | Vincitore                               | Finalista                | Semifinalisti                 | Eliminati ai quarti                            |
| --------- | ------------------------------------------------------------------------------------------ | --------------------------------------- | ------------------------ | ----------------------------- | ---------------------------------------------- |
| 2 agosto  | Eastern Grass Court Championships 1964 South Orange, USA Singolare - Doppio                | Arthur Ashe 4-6 8-6 6-4 6-3             | Clark Graebner           |                               |                                                |
| 2 agosto  | Eastern Grass Court Championships 1964 South Orange, USA Singolare - Doppio                |                                         |                          |                               |                                                |
| 2 agosto  | La Baule Pro Championships 1964 La Baule, Francia Singolare                                | Luis Ayala 5-7 6-3 6-2 6-2              | Lew Hoad                 | Rod Laver Alex Olmedo         |                                                |
| 3 agosto  | Torneo di Baden-Baden 1964 Baden-Baden, Germania Singolare - Doppio                        | Manuel Santana 6-3 6-3                  | Barnes                   |                               |                                                |
| 3 agosto  | Torneo di Baden-Baden 1964 Baden-Baden, Germania Singolare - Doppio                        |                                         |                          |                               |                                                |
| 3 agosto  | Torneo di Hannover 1964 Hannover, Germania Singolare - Doppio                              | Cliff Drysdale 7-5 7-5                  | William Knight           |                               |                                                |
| 3 agosto  | Torneo di Hannover 1964 Hannover, Germania Singolare - Doppio                              |                                         |                          |                               |                                                |
| 3 agosto  | Torneo di Ostendae 1964 Ostenda, Belgio Singolare - Doppio                                 | Nicholas Kalogeropoulos 7-5 3-6 6-3 7-5 | Eduardo Zuleta           |                               |                                                |
| 3 agosto  | Torneo di Ostendae 1964 Ostenda, Belgio Singolare - Doppio                                 |                                         |                          |                               |                                                |
| 6 agosto  | San Remo Pro Championships 1964 Sanremo, Italia Terra rossa Singolare                      | Ken Rosewall 6-1 6-2                    | Butch Buchholz           | Pancho Gonzales Andrés Gimeno |                                                |
| 8 agosto  | Biarritz Pro Championships 1964 Biarritz, Francia Terra rossa Singolare                    | Rod Laver 6-3 3-6 6-3                   | Lew Hoad                 |                               |                                                |
| 9 agosto  | Baltimore Mid-Atlantic Grass Court Championships 1964 Baltimora, USA Singolare - Doppio    | Dennis Ralston 7-5 15-13 6-3            | Frank Froehling          |                               |                                                |
| 9 agosto  | Baltimore Mid-Atlantic Grass Court Championships 1964 Baltimora, USA Singolare - Doppio    |                                         |                          |                               |                                                |
| 9 agosto  | Nassau Bowl 1964 Glen Cove, USA Singolare - Doppio                                         | Chuck McKinley 6-3 8-6 6-4              | Mike Sangster            |                               |                                                |
| 9 agosto  | Nassau Bowl 1964 Glen Cove, USA Singolare - Doppio                                         |                                         |                          |                               |                                                |
| 9 agosto  | Canadian Championships 1964 Montréal, Canada Singolare - Doppio                            | Roy Emerson 2-6 4-6 6-4 6-3 6-4         | Fred Stolle              |                               |                                                |
| 9 agosto  | Canadian Championships 1964 Montréal, Canada Singolare - Doppio                            |                                         |                          |                               |                                                |
| 11 agosto | German Championships 1964 Amburgo, Germania Singolare - Doppio                             | Wilhelm Bungert 0-6 6-4 7-5 6-2         | Christian Kuhnke         |                               |                                                |
| 11 agosto | German Championships 1964 Amburgo, Germania Singolare - Doppio                             |                                         |                          |                               |                                                |
| 11 agosto | Venice Pro Championships 1964 Venezia, Italia Terra rossa Singolare                        | Ken Rosewall 3-6 6-2 6-4                | Andrés Gimeno            | Pancho Gonzales Earl Buchholz |                                                |
| 16 agosto | Brumana International 1964 Brummana, Libano Singolare - Doppio                             | Barnes 6-4 10-8 6-3                     | Ken Fletcher             |                               |                                                |
| 16 agosto | Brumana International 1964 Brummana, Libano Singolare - Doppio                             |                                         |                          |                               |                                                |
| 16 agosto | Moscow International 1964 Mosca, URSS Singolare - Doppio                                   | Nikola Pilić 5-7 5-7 6-2 6-4 6-0        | Boro Jovanović           |                               |                                                |
| 16 agosto | Moscow International 1964 Mosca, URSS Singolare - Doppio                                   |                                         |                          |                               |                                                |
| 16 agosto | Cannes Pro Championships 1964 Cannes, Francia Terra rossa Singolare                        | Ken Rosewall 6-3 3-6 14-12 6-4          | Pancho Gonzales          | Rod Laver Lew Hoad            | Alex Olmedo Luis Ayala Butch Buchholz          |
| 16 agosto | Newport Casino Trophy 1964 Newport, USA Singolare - Doppio                                 | Chuck McKinley walkover                 | Dennis Ralston           |                               |                                                |
| 16 agosto | Newport Casino Trophy 1964 Newport, USA Singolare - Doppio                                 |                                         |                          |                               |                                                |
| 17 agosto | Bavarian Championships 1964 Monaco di Baviera, Germania Singolare - Doppio                 | Manuel Santana 6-2 6-3 11-9             | Bob Hewitt               |                               |                                                |
| 17 agosto | Bavarian Championships 1964 Monaco di Baviera, Germania Singolare - Doppio                 |                                         |                          |                               |                                                |
| 18 agosto | Alpenland Championships 1964 Kitzbühel, Austria Singolare - Doppio                         | Christian Kuhnke 6-3 6-1 4-6 6-3        | Bobby Wilson             |                               |                                                |
| 18 agosto | Alpenland Championships 1964 Kitzbühel, Austria Singolare - Doppio                         |                                         |                          |                               |                                                |
| 18 agosto | Quebec City Championships 1964 Québec, Canada Singolare - Doppio                           | Ron Holmberg 6-1 6-2 6-2                | Robert Bedard            |                               |                                                |
| 18 agosto | Quebec City Championships 1964 Québec, Canada Singolare - Doppio                           |                                         |                          |                               |                                                |
| 19 agosto | Aix-les-Bains Pro Championships 1964 Aix-les-Bains, Francia Singolare - Doppio             | Alex Olmedo 10-3                        | Pancho Gonzales          | Ken Rosewall Butch Buchholz   |                                                |
| 23 agosto | St Moritz Palace Hotel 1964 Sankt Moritz, Svizzera Singolare - Doppio                      | José-Luis Arilla 4-6 6-3 6-2            | Torben Ulrich            |                               |                                                |
| 23 agosto | St Moritz Palace Hotel 1964 Sankt Moritz, Svizzera Singolare - Doppio                      |                                         |                          |                               |                                                |
| 23 agosto | Istanbul International Championships 1964 Istanbul, Turchia Singolare - Doppio             | Barnes                                  | Allen Fox                |                               |                                                |
| 23 agosto | Istanbul International Championships 1964 Istanbul, Turchia Singolare - Doppio             |                                         |                          |                               |                                                |
| 24 agosto | Dutch Pro Championships 1964 Noordwijk aan Zee, Paesi Bassi Terra rossa Singolare - Doppio | Andrés Gimeno 8-6 6-2                   | Ken Rosewall             | Rod Laver Butch Buchholz      | Pancho Gonzales                                |
| 24 agosto | Dutch Pro Championships 1964 Noordwijk aan Zee, Paesi Bassi Terra rossa Singolare - Doppio | Butch Buchholz Rod Laver 6-4 8-4        | Ken Rosewall Lew Hoad    | Rod Laver Butch Buchholz      | Pancho Gonzales                                |
| 30 agosto | Geneva Pro Championships 1964 Ginevra, Svizzera Terra rossa Singolare - Doppio             | Rod Laver 4-6 6-3 6-1                   | Pancho Gonzales          | Andrés Gimeno Ken Rosewall    | Luis Ayala Alex Olmedo Butch Buchholz Lew Hoad |
| 30 agosto | Geneva Pro Championships 1964 Ginevra, Svizzera Terra rossa Singolare - Doppio             | Ken Rosewall Lew Hoad 6-3 6-3           | Butch Buchholz Rod Laver | Andrés Gimeno Ken Rosewall    | Luis Ayala Alex Olmedo Butch Buchholz Lew Hoad |
| 31 agosto | Southampton Invitation 1964 Southampton, USA Singolare - Doppio                            | Eugene Scott 10-8 7-5 3-6 4-6 6-4       | Charlie Pasarell         |                               |                                                |
| 31 agosto | Southampton Invitation 1964 Southampton, USA Singolare - Doppio                            |                                         |                          |                               |                                                |

### Settembre
| Settimana    | Torneo                                                                                       | Vincitore                                   | Finalista                     | Semifinalisti                 | Eliminati ai quarti                                      |
| ------------ | -------------------------------------------------------------------------------------------- | ------------------------------------------- | ----------------------------- | ----------------------------- | -------------------------------------------------------- |
| 6 settembre  | Yugoslavia International Championships 1964 Belgrado, Jugoslavia Singolare - Doppio          | William Knight 11-9 6-0 6-1                 | Martin Mulligan               |                               |                                                          |
| 6 settembre  | Yugoslavia International Championships 1964 Belgrado, Jugoslavia Singolare - Doppio          |                                             |                               |                               |                                                          |
| 6 settembre  | Southern Transvaal Championships 2 1964 Johannesburg, Sudafrica Singolare - Doppio           | Bob Hewitt 6-3 2-6 7-5 6-2                  | Abe Segal                     |                               |                                                          |
| 6 settembre  | Southern Transvaal Championships 2 1964 Johannesburg, Sudafrica Singolare - Doppio           |                                             |                               |                               |                                                          |
| 13 settembre | French Pro Championships 1964 Parigi, Francia Parquet indoor Singolare - Doppio              | Ken Rosewall 6-3 7-5 3-6 6-3                | Rod Laver                     | Pancho Gonzales Andrés Gimeno | Frank Sedgman Alex Olmedo Pancho Gonzales Butch Buchholz |
| 13 settembre | French Pro Championships 1964 Parigi, Francia Parquet indoor Singolare - Doppio              | Ken Rosewall Lew Hoad 6-8 6-4 6-4           | Luis Ayala Andrés Gimeno      | Pancho Gonzales Andrés Gimeno | Frank Sedgman Alex Olmedo Pancho Gonzales Butch Buchholz |
| 13 settembre | South of England Championships 1964 Eastbourne, Gran Bretagna Singolare - Doppio             | Geoff Bluett 6-3 6-3                        | Clay Iles                     |                               |                                                          |
| 13 settembre | South of England Championships 1964 Eastbourne, Gran Bretagna Singolare - Doppio             |                                             |                               |                               |                                                          |
| 13 settembre | Sydney Metropolitan Hard Court Championships 1964 Sydney, Australia Singolare - Doppio       | John Cottrill 6-3 8-6                       | Ray Ruffels                   |                               |                                                          |
| 13 settembre | Sydney Metropolitan Hard Court Championships 1964 Sydney, Australia Singolare - Doppio       |                                             |                               |                               |                                                          |
| 13 settembre | U.S. National Championships 1964 New York, USA Singolare - Doppio - Doppio misto             | Roy Emerson 6-4 6-2 6-4                     | Fred Stolle                   |                               |                                                          |
| 13 settembre | U.S. National Championships 1964 New York, USA Singolare - Doppio - Doppio misto             | Chuck McKinley Dennis Ralston 6-3, 6-2, 6-4 | Graham Stilwell Mike Sangster |                               |                                                          |
| 19 settembre | London Pro Indoor Championships 1964 Londra, Gran Bretagna Parquet indoor Singolare - Doppio | Rod Laver 7-5 4-6 5-7 8-6 8-6               | Ken Rosewall                  | Pancho Gonzales Frank Sedgman | Lew Hoad Andrés Gimeno Butch Buchholz Alex Olmedo        |
| 19 settembre | London Pro Indoor Championships 1964 Londra, Gran Bretagna Parquet indoor Singolare - Doppio | Ken Rosewall Lew Hoad 1-6 7-5 6-3 6-1       | Butch Buchholz Rod Laver      | Pancho Gonzales Frank Sedgman | Lew Hoad Andrés Gimeno Butch Buchholz Alex Olmedo        |
| 20 settembre | Colonial Tennis Classic 1964 Fort Worth, USA Singolare - Doppio                              | Rafael Osuna 3-6 6-3 6-2 6-3                | Manuel Santana                |                               |                                                          |
| 20 settembre | Colonial Tennis Classic 1964 Fort Worth, USA Singolare - Doppio                              |                                             |                               |                               |                                                          |
| 24 settembre | Bavarian Pro Championships 1964 Monaco di Baviera, Germania Terra rossa Singolare - Doppio   | Andrés Gimeno 6-2 6-4                       | Ken Rosewall                  | Rod Laver Butch Buchholz      |                                                          |
| 24 settembre | Bavarian Pro Championships 1964 Monaco di Baviera, Germania Terra rossa Singolare - Doppio   | Ken Rosewall Lew Hoad 5-7 6-4 6-4           | Alex Olmedo Frank Sedgman     | Rod Laver Butch Buchholz      |                                                          |
| 27 settembre | Pacific Coast Championships 1964 Berkeley, USA Singolare - Doppio                            | Manuel Santana 4-6 7-5 8-6 7-5              | Pierre Darmon                 |                               |                                                          |
| 27 settembre | Pacific Coast Championships 1964 Berkeley, USA Singolare - Doppio                            | Non disputato                               |                               |                               |                                                          |
| 28 settembre | Hanover Pro Championships 1964 Hannover, Germania Terra rossa Singolare                      | Ken Rosewall 3-6 6-3 6-3                    | Butch Buchholz                | Alex Olmedo Andrés Gimeno     | Rod Laver Luis Ayala                                     |

### Ottobre
| Settimana  | Torneo                                                                                       | Vincitore                           | Finalista                 | Semifinalisti                | Eliminati ai quarti                                 |
| ---------- | -------------------------------------------------------------------------------------------- | ----------------------------------- | ------------------------- | ---------------------------- | --------------------------------------------------- |
| ottobre    | Rhodesian Pro Championships 1964 Salisbury, Rhodesia Cemento Singolare - Doppio              | Rod Laver 6-3 4-6 10-8              | Butch Buchholz            | Alex Olmedo Ken Rosewall     | Frank Sedgman Luis Ayala Lew Hoad Andrés Gimeno     |
| ottobre    | Rhodesian Pro Championships 1964 Salisbury, Rhodesia Cemento Singolare - Doppio              | Rod Laver Frank Sedgman 5-7 6-2 6-3 | Butch Buchholz Luis Ayala | Alex Olmedo Ken Rosewall     | Frank Sedgman Luis Ayala Lew Hoad Andrés Gimeno     |
| ottobre    | Torneo di Balboa 1964 Balboa, USA Singolare - Doppio                                         | Whitney Reed                        | Tom Edlefsen              |                              |                                                     |
| ottobre    | Torneo di Balboa 1964 Balboa, USA Singolare - Doppio                                         |                                     |                           |                              |                                                     |
| ottobre    | Johannesburg Pro Championships 1964 Johannesburg, Sudafrica Cemento Singolare - Doppio       | Rod Laver 10-8 6-3                  | Lew Hoad                  | Andrés Gimeno Butch Buchholz | Luis Ayala Ken Rosewall Frank Sedgman Alex Olmedo   |
| ottobre    | Johannesburg Pro Championships 1964 Johannesburg, Sudafrica Cemento Singolare - Doppio       | Lew Hoad Ken Rosewall 9-7           | Frank Sedgman Alex Olmedo | Andrés Gimeno Butch Buchholz | Luis Ayala Ken Rosewall Frank Sedgman Alex Olmedo   |
| ottobre    | Western Province Pro Championships 1964 Città del Capo, Sudafrica Cemento Singolare - Doppio | Ken Rosewall 2-6 6-3 6-4            | Butch Buchholz            | Andrés Gimeno Lew Hoad       | Rod Laver Luis Ayala Frank Sedgman Alex Olmedo      |
| ottobre    | Western Province Pro Championships 1964 Città del Capo, Sudafrica Cemento Singolare - Doppio | Butch Buchholz Rod Laver 7-5 6-0    | Lew Hoad Ken Rosewall     | Andrés Gimeno Lew Hoad       | Rod Laver Luis Ayala Frank Sedgman Alex Olmedo      |
| ottobre    | Eastern Province Pro Championships 1964 Port Elizabeth, Sudafrica Cemento Singolare          | Rod Laver 8–6 (pro set)             | Frank Sedgman             | Lew Hoad Ken Rosewall        | Andrés Gimeno Butch Buchholz Alex Olmedo Luis Ayala |
| 4 ottobre  | Pacific Southwest Championships 1964 Los Angeles, USA Singolare - Doppio                     | Roy Emerson 6-3 6-3                 | Dennis Ralston            |                              |                                                     |
| 4 ottobre  | Pacific Southwest Championships 1964 Los Angeles, USA Singolare - Doppio                     |                                     |                           |                              |                                                     |
| 5 ottobre  | ACT Championships 1964 Canberra, Australia Singolare - Doppio                                | Geoff Pollard 4-6 6-1 6-3           | Dick Crealy               |                              |                                                     |
| 5 ottobre  | ACT Championships 1964 Canberra, Australia Singolare - Doppio                                |                                     |                           |                              |                                                     |
| 11 ottobre | Glen Iris Invitational 1964 Melbourne, Australia Singolare - Doppio                          | Will Coghlan 6-2 6-0                | John Hillebrand           |                              |                                                     |
| 11 ottobre | Glen Iris Invitational 1964 Melbourne, Australia Singolare - Doppio                          |                                     |                           |                              |                                                     |
| 11 ottobre | South Coast Championships 1964 Southport, Australia Singolare - Doppio                       | Neil Gibson 6-4 2-6 10-8            | Maurice Guse              |                              |                                                     |
| 11 ottobre | South Coast Championships 1964 Southport, Australia Singolare - Doppio                       |                                     |                           |                              |                                                     |
| 11 ottobre | USPLTA Championships 1964 Rye, USA Singolare - Doppio                                        | Sam Giammalva                       | Armando Vieira            |                              |                                                     |
| 11 ottobre | USPLTA Championships 1964 Rye, USA Singolare - Doppio                                        |                                     |                           |                              |                                                     |
| 14 ottobre | French Pro Closed Championships 1964 Parigi, Francia Singolare - Doppio                      | J. Mateo                            | G. Deniau                 |                              |                                                     |
| 14 ottobre | French Pro Closed Championships 1964 Parigi, Francia Singolare - Doppio                      | G. Deniau Paul Remy                 | Olivier Verdier           |                              |                                                     |
| 14 ottobre | Midland Invitational 1964 Midland, USA Singolare - Doppio                                    | Chuck McKinley                      | Dennis Ralston            |                              |                                                     |
| 14 ottobre | Midland Invitational 1964 Midland, USA Singolare - Doppio                                    |                                     |                           |                              |                                                     |
| 17 ottobre | British Covered Court Championships 1964 Londra, Gran Bretagna Singolare - Doppio            | Mike Sangster 6-3 8-6 6-4           | Bobby Wilson              |                              |                                                     |
| 17 ottobre | British Covered Court Championships 1964 Londra, Gran Bretagna Singolare - Doppio            |                                     |                           |                              |                                                     |
| 17 ottobre | Sydney Metropolitan Grass Court Championships 1964 Sydney, Australia Singolare - Doppio      | John Newcombe 4-6 6-4 6-4           | Fred Stolle               |                              |                                                     |
| 17 ottobre | Sydney Metropolitan Grass Court Championships 1964 Sydney, Australia Singolare - Doppio      |                                     |                           |                              |                                                     |
| 31 ottobre | Carlyon Bay Indoors 1964 St Austell, Gran Bretagna Singolare - Doppio                        | Gerald Battrick 3-6 6-3 6-4         | Andrzej Licis             |                              |                                                     |
| 31 ottobre | Carlyon Bay Indoors 1964 St Austell, Gran Bretagna Singolare - Doppio                        |                                     |                           |                              |                                                     |

### Novembre
| Settimana   | Torneo                                                                                  | Vincitore                                  | Finalista                 | Semifinalisti                | Eliminati ai quarti |
| ----------- | --------------------------------------------------------------------------------------- | ------------------------------------------ | ------------------------- | ---------------------------- | ------------------- |
| Novembre    | Marseilles Pro Championships 1964 Marsiglia, Francia Singolare - Doppio                 | Rod Laver 6-2 6-4                          | Butch Buchholz            | Robert Haillet Andrés Gimeno |                     |
| Novembre    | Marseilles Pro Championships 1964 Marsiglia, Francia Singolare - Doppio                 |                                            |                           | Robert Haillet Andrés Gimeno |                     |
| Novembre    | Argentina International Championships 1964 Buenos Aires, Argentina Singolare - Doppio   | Chuck McKinley 6-4 1-6 4-6 6-3 5-4, ritiro | Manuel Santana            |                              |                     |
| Novembre    | Argentina International Championships 1964 Buenos Aires, Argentina Singolare - Doppio   |                                            |                           |                              |                     |
| 1º novembre | Queensland Hard Court Championships 1964 Brisbane, Australia Singolare - Doppio         | John Newcombe 6-3 8-6                      | Tony Roche                |                              |                     |
| 1º novembre | Queensland Hard Court Championships 1964 Brisbane, Australia Singolare - Doppio         |                                            |                           |                              |                     |
| 7 novembre  | Palace Hotel Covered Court Championships 1964 Torquay, Gran Bretagna Singolare - Doppio | Taylor 11-9 1-6-14                         | Mike Sangster             |                              |                     |
| 7 novembre  | Palace Hotel Covered Court Championships 1964 Torquay, Gran Bretagna Singolare - Doppio |                                            |                           |                              |                     |
| 8 novembre  | Florida Closed Championships 1964 Delray Beach, USA Singolare - Doppio                  | Frank Froehling 6-3 6-4                    | Harris                    |                              |                     |
| 8 novembre  | Florida Closed Championships 1964 Delray Beach, USA Singolare - Doppio                  |                                            |                           |                              |                     |
| 15 novembre | Queensland Championships 1964 Brisbane, Australia Singolare - Doppio                    | Fred Stolle 6-3 8-6 3-6 4-6 7-5            | Roy Emerson               |                              |                     |
| 15 novembre | Queensland Championships 1964 Brisbane, Australia Singolare - Doppio                    |                                            |                           |                              |                     |
| 15 novembre | Egyptian Pro Championships 1964 Il Cairo, Egitto Terra rossa Singolare - Doppio         | Rod Laver 6–3, 6–3                         | Andrés Gimeno             | Butch Buchholz Alex Olmedo   |                     |
| 15 novembre | Egyptian Pro Championships 1964 Il Cairo, Egitto Terra rossa Singolare - Doppio         | Butch Buchholz Rod Laver 6-2 6-3 6-4       | Andrés Gimeno Alex Olmedo | Butch Buchholz Alex Olmedo   |                     |
| 16 novembre | Charlie Farrell Invitation 1964 Palm Springs, USA Singolare - Doppio                    | Dennis Ralston 6-1 6-1                     | Arthur Ashe               |                              |                     |
| 16 novembre | Charlie Farrell Invitation 1964 Palm Springs, USA Singolare - Doppio                    |                                            |                           |                              |                     |
| 16 novembre | Perth Spring Tournament 1964 Perth, Australia Singolare - Doppio                        | Brian C. Bowman 6-0 6-3 6-3                | Wayne Millen              |                              |                     |
| 16 novembre | Perth Spring Tournament 1964 Perth, Australia Singolare - Doppio                        |                                            |                           |                              |                     |
| 28 novembre | Tucson Invitational 1964 Tucson, USA Singolare - Doppio                                 | Dennis Ralston 6-3 6-3                     | Arthur Ashe               |                              |                     |
| 28 novembre | Tucson Invitational 1964 Tucson, USA Singolare - Doppio                                 |                                            |                           |                              |                     |
| 29 novembre | New South Wales Championships 1964 Sydney, Australia Singolare - Doppio                 | Fred Stolle 4-6, 6-3, 11-9, 6-8, 6-3       | Roy Emerson               |                              |                     |
| 29 novembre | New South Wales Championships 1964 Sydney, Australia Singolare - Doppio                 | Roy Emerson Fred Stolle                    |                           |                              |                     |

### Dicembre
| Settimana   | Torneo                                                                           | Vincitore                              | Finalista                    | Semifinalisti | Eliminati ai quarti |
| ----------- | -------------------------------------------------------------------------------- | -------------------------------------- | ---------------------------- | ------------- | ------------------- |
| 6 dicembre  | Torneo di Largs 1964 Largs, Gran Bretagna Singolare - Doppio                     | Robert Howe 6-1 6-4                    | Alan Mills                   |               |                     |
| 6 dicembre  | Torneo di Largs 1964 Largs, Gran Bretagna Singolare - Doppio                     |                                        |                              |               |                     |
| 12 dicembre | Victorian Championships 1964 Melbourne, Australia Singolare - Doppio             | Roy Emerson 6-4 6-4 6-4                | Fred Stolle                  |               |                     |
| 12 dicembre | Victorian Championships 1964 Melbourne, Australia Singolare - Doppio             |                                        |                              |               |                     |
| 13 dicembre | Florida Pro Championships 1964 Hollywood, USA Terra rossa Singolare - Doppio     | Pancho Gonzales 6-4 8-6                | Bernard Tut Bartzen          |               |                     |
| 13 dicembre | Florida Pro Championships 1964 Hollywood, USA Terra rossa Singolare - Doppio     | Pancho Gonzales Armando Vieira 6-2 7-5 | Ken Crawford Warren McMillan |               |                     |
| 26 dicembre | Western Province Championships 1964 Città del Capo, Sudafrica Singolare - Doppio | Cliff Drysdale 3-6 6-3 6-0             | Keith Diepraam               |               |                     |
| 26 dicembre | Western Province Championships 1964 Città del Capo, Sudafrica Singolare - Doppio |                                        |                              |               |                     |
| 31 dicembre | Sugar Bowl Invitation 1964 New Orleans, USA Singolare - Doppio                   | Cliff Richey 6-0 6-2 9-11 4-6 8-6      | Ham Richardson               |               |                     |
| 31 dicembre | Sugar Bowl Invitation 1964 New Orleans, USA Singolare - Doppio                   |                                        |                              |               |                     |

## Pro tour
Nel corso dell'anno si giocarono diversi tornei che facevano parte dei pro tour: un insieme di tornei composti da pochi partecipanti: da 2, 4 o 6 giocatori in cui i migliori tennisti si sfidavano in scontri diretti in varie località. Il vincitore del tour era il tennista che aveva un vantaggio nei testa a testa con gli altri giocatori.
| Data                                           | Località      | Nome del tour                        | Partecipanti                                                                                      |
| ---------------------------------------------- | ------------- | ------------------------------------ | ------------------------------------------------------------------------------------------------- |
| 29 febbraio - 11 marzo                         | Nuova Zelanda | New Zealand Pro Tour 1964            | Ken Rosewall Rod Laver Lew Hoad Frank Sedgman                                                     |
| 28 luglio – 11 agosto 29 settembre – 8 ottobre | Italia        | Italian Pro Tour 1964 (Trofeo Facis) | 1) Ken Rosewall 2) Andrés Gimeno Pancho Gonzales Butch Buchholz                                   |
| ottobre                                        | Sudafrica     | South African Pro Tour 1964          | Ken Rosewall Rod Laver Alex Olmedo Frank Sedgman Luis Ayala Butch Buchholz Andrés Gimeno Lew Hoad |
| ottobre                                        | Sudafrica     | Ellis Park Challenge Match 1964      | Ken Rosewall ha battuto Rod Laver 6–4, 6–1, 6–4                                                   |